# Friedensstraße 160 (Mönchengladbach)

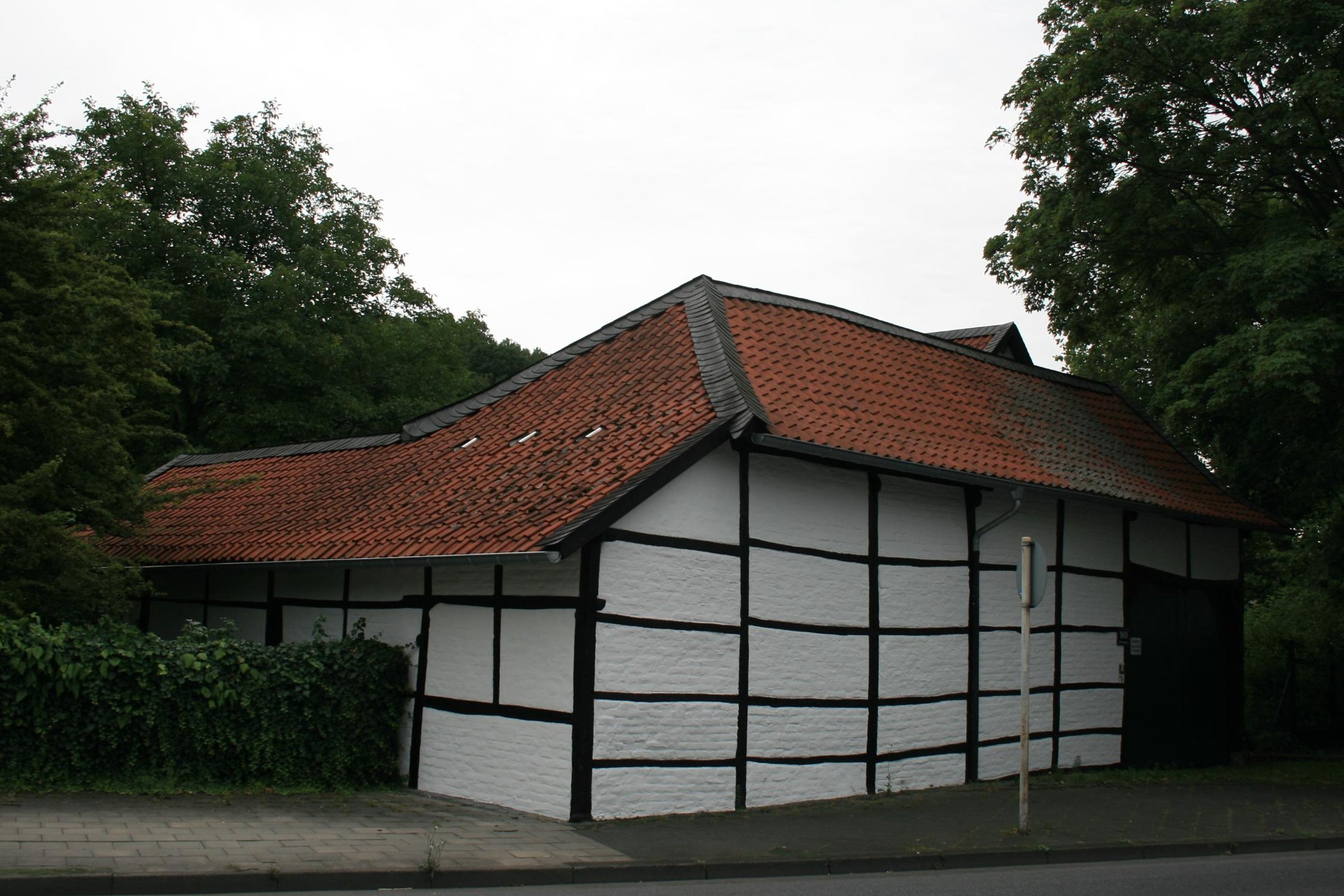
Fachwerkhofanlage (2010)

Die Fachwerkhofanlage Friedensstraße 160 steht im Stadtteil Rheydt in Mönchengladbach (Nordrhein-Westfalen).
Die Kreuze wurde 1738 erbaut. Sie sind unter Nr. F 001 am 4. Dezember 1984 in die Denkmalliste der Stadt Mönchengladbach eingetragen worden.

## Lage
Das Objekt liegt am östlichen Rand Rheydts an der Einmündung des Stockholtweges in die Friedenstraße.

## Architektur
Es handelt sich um eine vierseitig einen Innenhof umbauende Fachwerkhofanlage niederdeutscher/mitteldeutscher Formensprache. An der Straße und diagonal in den jüngeren Bürgersteig eingreifend liegt ein Torhaus unter Satteldach mit doppelflügeliger Durchfahrt in den Innenhof und anschließendem ehemaligem Wirtschaftstrakt, der sich bis auf die Ostseite des Innenhofes erstreckt.
Ein niedrigerer Schuppen vervollständigt die Bebauung auf der Südostseite. Bei dem an der Südseite des Hofes gelegenen Schuppen handelt es sich um das ehemalige Backhaus. Auf der Westseite begrenzt das zur Friedenstraße giebelständig ausgerichtete zweigeschossige Wohnhaus unter einseitig nach Süden abgewalmtem Satteldach den Innenhof.
Das zurückversetzte Wohnhaus ist ein zweigeschossiger, dreizoniger und quer erschlossener Fachwerkständerbau. Durchgezapfte Ankerbalken, liegende Gefache, wenige im Obergeschoss angeordnete Streben sowie kleinformatige hochrechteckige Fenstern prägen die hofseitige Fachwerktraufwand. Hier findet sich auch der Hauszugang mit alter Holztür.
Der Sturzbalken trägt eine für das protestantische Rheydt typische Inschrift:

IM NAMEN GOTTES DES ALLMECHTIGEN HAB ICH ...RT HOSTER DIESES HAVS LASSEN BAVEN IM JAHR 1738 DEN 24TEN
APRIL GIB O HERR DAS WIR BAVEN MÖGEN ZV DEINER EHREN DAS ES ZU VNSERER SELIGKEIT GEDEIEN MÖGEN G H.

Hof, Traufwand und die Fenster des Obergeschosses sind durch die weit vorgezogene und durch Kopfbänder gestützte Dachtraufe bestimmt. Der unter der Abwalmung gelegene Südgiebel zeigt ebenfalls liegende Gefache und kleine, durch Schlagläden zu schließende Fensteröffnungen. Nach Westen besitzt das Gebäude ein tief bis über das Erdgeschoss  herabgezogenes Dach.
Die Abseite besitzt fünf Fensteröffnungen mit Schlagläden. Die straßenseitige Giebelwand ist demgegenüber nachträglich mit Backsteinen verblendet worden. Sie zeigt auch modernere, in das 19. Jahrhundert zeitlich zu stellende, jedoch ebenfalls mit Schlagläden ausgestattete und leicht stichbogig angelegte Fenster. Die Wirtschaftsbauten folgen konstruktiv und gestalterisch der Ausführung des Wohnhauses. Bemerkenswert sind die großen liegenden Gefache ohne Queraussteifung durch Streben, die der Hofanlage ein einheitliches Ambiente geben. Die mit roten Hohlpfannen eingedeckten Dachflächen besitzen an Orten, Graten und Firsten aufgeleckte Strackorte aus Schiefer. Die jeweils weit über die Traufwände auskragenden Dachflächen werden von Kopfbändern abgestützt. Der Innenhof ist mit Basaltlava-Großpflaster ausgelegt. Die historischen Raumbeziehungen im Innern sind teilweise ablesbar.